# Янссен, Вильгельм
Вильгельм Янссен (нем. Wilhelm Janssen) 6 мая 1933, Кёльн, Рейнская провинция — 12 июля 2021) — немецкий историк и архивариус. 

## Биография
Вильгельм Янссен изучал немецкий язык и историю в Кёльнском университете и получил докторскую степень. С 1959 по 1961 год он был стажером архива земли Северный Рейн-Вестфалия в Архивной школе Марбурга. Свою профессиональную карьеру он начал в качестве архивариуса в 1961 году в Историческом архиве города Кельна. В 1964 году он перешёл в Главный государственный архив Дюссельдорфа, который в 1972 году (до 1992 года) перенял от Фридриха Вильгельма Эдигера. С 1992 по 1998 год он был профессором Боннского университета, где был директором Института исторического регионоведения Рейнской области. На пенсии с 1998 года.

## Научная деятельность
В 1976 году Янссен был избран членом-корреспондентом Исторической комиссии Вестфалии. В период с 1982 по 2009 год он был её действительным членом, а затем снова стал членом-корреспондентом. Он был членом Ассоциации конституционной истории. Янссен в основном занимался историей Рейна в период позднего средневековья и раннего Нового времени. В 1997 году, впервые после двухтомной истории Рейнской области с древнейших времен до наших дней, опубликованной в 1922 году, Янссен представил полное описание территории между Рейном, Мозелем и голландской границей в одном томе.

## Основные работы

### Список публикаций 1961-1970
- Wilhelm Janssen: Schriftenverzeichnis in Rheinische Vierteljahrsblätter 63 (1999), S. 264–275. (нем.)

### Монографии
- Das Erzbistum Köln im späten Mittelalter 1191–1515. 2 Bände. Bachem, Köln 1995/2003 (Geschichte des Erzbistums Köln. Band II/1 und II/2) (нем.).
- Kleine rheinische Geschichte. Patmos-Verlag, Düsseldorf 1997, ISBN 3-491-34232-5. (нем.)